# Аммоний-катионы
Аммоний-катионы — положительно заряженные ионы аммония с общей химической формулой N+RRlRllRlll, где R,Rl,Rll,Rlll = H, Alk, Ar.
Аммоний-катионы можно рассматривать как продукты замещения атомов водорода аммоний-катиона NH4+ на органические радикалы (Alk, Ar). Атом азота имеет sp3-гибридизацию. По числу замещённых атомов водорода (1,2,3 или 4) различают, соответственно, первичные, вторичные, третичные и четвертичные аммоний-катионы (рис.1).
Простейший аммоний-катион NH4+ образуется по донорно-акцепторному механизму путём присоединения протона к аммиаку:
{\displaystyle {\mathsf {NH_{3}+H^{+}\rightleftarrows NH_{4}^{+}}}}
Источником протонов являются минеральные (неорганические) и органические кислоты. Продуктами взаимодействия аммиака и кислот являются соли аммония.
В аммоний-катионе NH4+ все четыре связи равноценны и неразличимы, поэтому считается, что положительный заряд в катионе делокализован (рассредоточен) по всему комплексу. Размер аммоний-катиона NH4+ составляет 1,43 Å. В кристалле хлорида аммония катион NH4+ окружают восемь ионов хлора (рис.2). Параметр кристаллической решётки 3,8758 Å..
Замещённые аммоний-катионы также образуются по донорно-акцепторному механизму путём присоединения протона к соответствующим аминам.
Первичные
{\displaystyle {\mathsf {CH_{3}NH_{2}+H^{+}\rightarrow [CH_{3}NH_{3}]^{+}}}}
{\displaystyle {\mathsf {C_{6}H_{5}NH_{2}+H^{+}\rightarrow [C_{6}H_{5}NH_{3}]^{+}}}}
Вторичные
{\displaystyle {\mathsf {(CH_{3})_{2}NH+H^{+}\rightarrow [(CH_{3})_{2}NH_{2}]^{+}}}}
{\displaystyle {\mathsf {(C_{6}H_{5})_{2}NH+H^{+}\rightarrow [(C_{6}H_{5})_{2}NH_{2}]^{+}}}}
Третичные
{\displaystyle {\mathsf {(CH_{3})_{3}N+H^{+}\rightarrow [(CH_{3})_{3}NH]^{+}}}}
Четвертичные аммоний-катионы получают главным образом алкилированием третичных аминов (так называемая кватернизация):
{\displaystyle {\mathsf {C_{2}H_{5}Cl+(C_{2}H_{5})_{3}N\rightarrow [(C_{2}H_{5})_{4}N]^{+}Cl^{-}}}}
Многие четвертичные аммониевые соединения биологически активны, встречаются в природе (наиболее важные из них — холин и ацетилхолин).